# Мировая реферативная база почвенных ресурсов

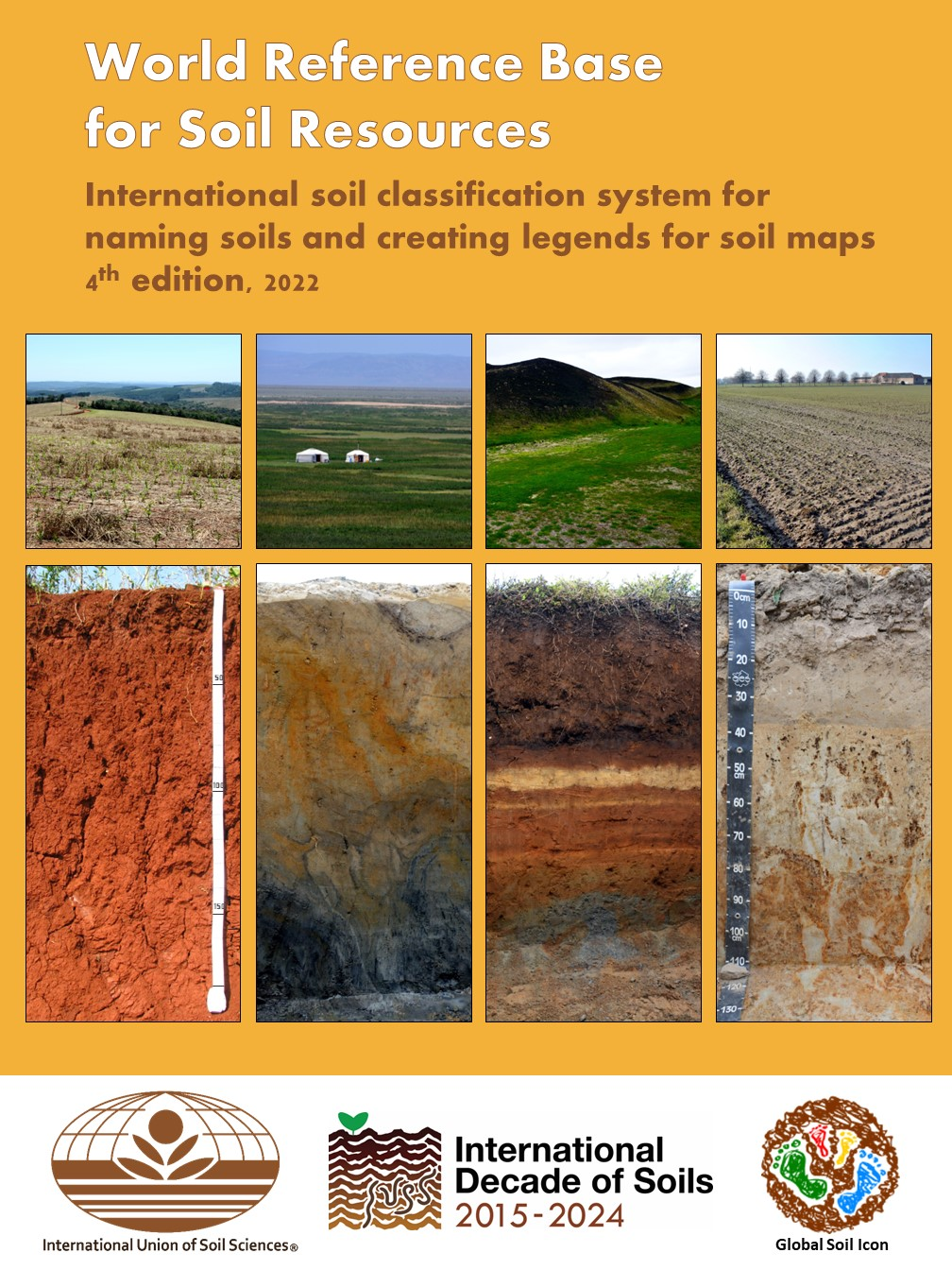
Обложка 4-го издания (2022) Мировой реферативной базы почвенных ресурсов на английском языке

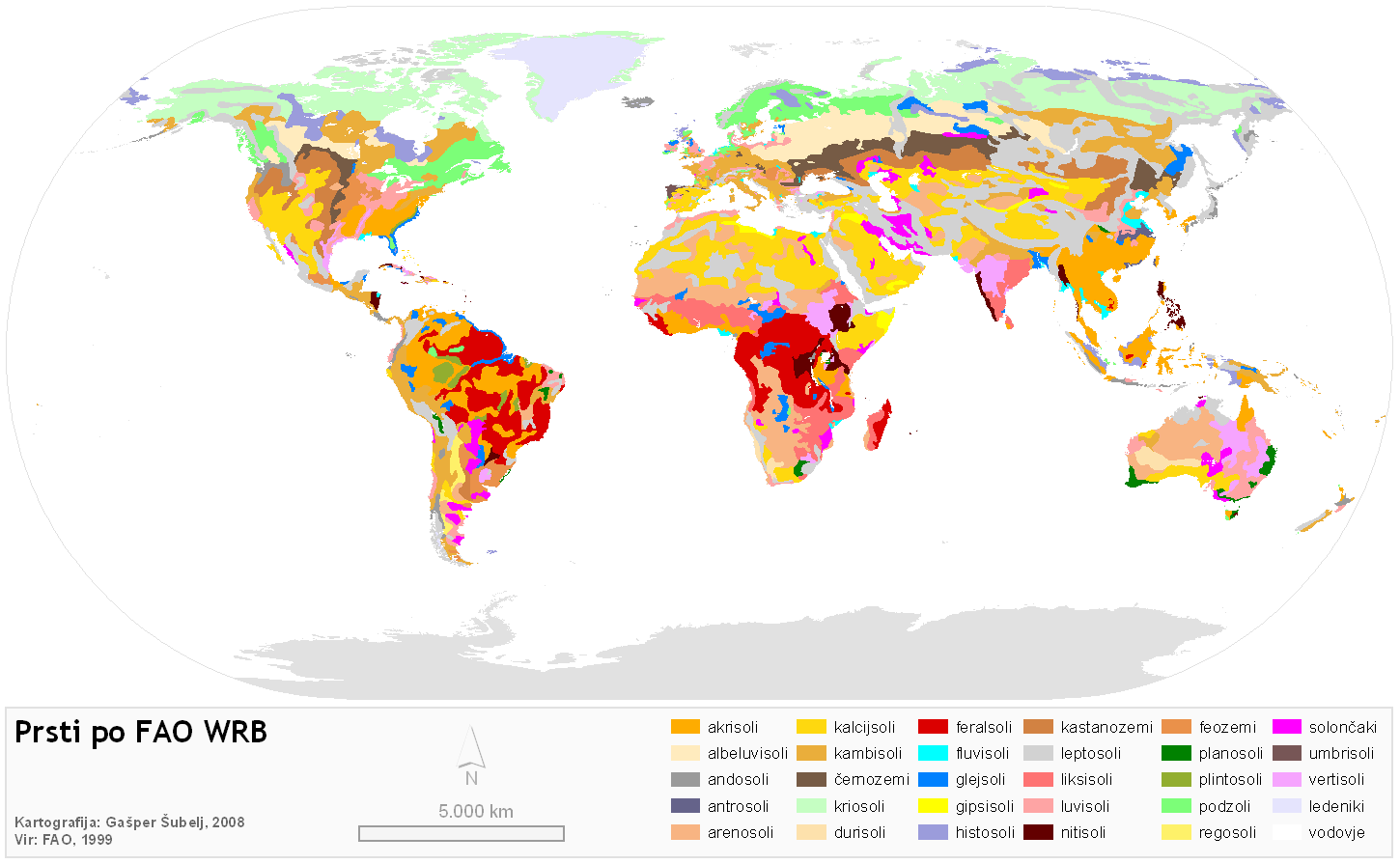
Мировая карта земель WRB.

Мировая реферативная база почвенных ресурсов (англ. World Reference Base for Soil Resources) — международный стандарт таксономической иерархии почв, принятый Международным союзом наук о почве (IUSS). База была разработана в рамках международного сотрудничества, координируемого Международным центром по почвенным исследованиям и информации (ISRIC) под эгидой IUSS и ФАО (Отдел земельных и водных ресурсов). Данная база заменяет предыдущую классификацию почв ФАО.
Мировая реферативная база заимствует современные концепции классификации почв, включая классификацию почв Министерства сельского хозяйства США, легенду почвенной карты мира (ФАО, 1988 год), французский педологический репозиторий (фр. Référentiel Pédologique) и российские концепции. В основе классификации лежит морфология почв как выражение почвообразования. Основное отличие от классификации почв Министерства сельского хозяйства США в том, что климат почвы не является частью системы, за тем исключением, что климат оказывает влияние на формирование почвенного профиля. Диагностические критерии совпадают с существующими системами настолько, насколько это возможно, коррелируя с национальными и предшествующими международными системами.
Целью Мировой реферативной базы является взаимосвязь национальных и локальных систем. Уровень детализации соответствует таксономическим почвенным подгруппам классификации Министерства сельского хозяйства США без информации о климате почвы. Второе издание имело разные последовательности квалификаторов для именования почв и легенд к картам, но в третьем издании они стали едины.

## Ключ
Упрощённый ключ для идентификации 32 реферативных почвенных групп. Для верного определения почвенного профиля необходимо соблюсти ряд детальных процедур, описанных в докладе о Мировой реферативной базе.
| 1.  | Почвы с мощным органическим горизонтом                                                               | Гистосоли (HS)   |
| 2.  | Почвы, сильно изменённые человеком                                                                   |                  |
|     | Почвы длительного и интенсивного использования в земледелии                                          | Антросоли (AT)   |
|     | Почвы с высоким содержанием артефактов                                                               | Техносоли (TC)   |
| 3.  | Почвы с ограничением для роста корней из-за близкого залегания многолетней мерзлоты или каменистости |                  |
|     | Почвы под влиянием многолетней мерзлоты                                                              | Криосоли (CR)    |
|     | Маломощные или сильно щебнистые почвы                                                                | Лептосоли (LP)   |
| 4.  | Почвы, находящиеся под влиянием вод                                                                  |                  |
|     | Чередование условий увлажнения, изобилующие разбухающей глиной                                       | Вертисоли (VR)   |
|     | Поймы, заливные марши                                                                                | Флювисоли (FL)   |
|     | Щелочные почвы                                                                                       | Солонцы (SN)     |
|     | Обогащённые солями вследствие испарения                                                              | Солончаки (SC)   |
|     | Почвы, находящиеся под влиянием подземных вод                                                        | Глейсоли (GL)    |
| 5.  | Почвы, свойства которых определены химией Fe/Al                                                      |                  |
|     | Аллофаны или Al-гумусовые почвы                                                                      | Андосоли (AN)    |
|     | Хелювиация и хиллювиация                                                                             | Подзолы (PZ)     |
|     | Аккумуляция Fe в гидроморфных условиях                                                               | Плинтосоли(PT)   |
|     | Низкоактивная глина, фиксация P, сильно структурированная                                            | Нитисоли (NT)    |
|     | Преобладание каолинита и полуторных окислов                                                          | Ферральсоли (FR) |
| 6.  | Почвы с застойной водой                                                                              |                  |
|     | Резкая текстурная неоднородность                                                                     | Планосоли (PL)   |
|     | Структурная или умеренная текстурная неоднородность                                                  | Стагносоли (ST)  |
| 7.  | Накопление органического вещества в высоком содержании                                               |                  |
|     | Типичный моллик                                                                                      | Чернозёмы (CH)   |
|     | Переход к засушливому климату                                                                        | Каштанозёмы (KS) |
|     | Переход к более влажному климату                                                                     | Файозёмы (PH)    |
| 8.  | Накопление менее растворимых солей или незасолённых веществ                                          |                  |
|     | Гипс                                                                                                 | Гипсисоли (GY)   |
|     | Кремнезём                                                                                            | Дурисоли (DU)    |
|     | Карбонат кальция                                                                                     | Кальцисоли (CL)  |
| 9.  | Почвы с материнской породой, обогащённой глиной                                                      |                  |
|     | Белесая языковатость                                                                                 | Ретисоли (RT)    |
|     | Ненасыщенная, высокоактивная глина                                                                   | Алисоли (AL)     |
|     | Ненасыщенная, низкоактивная глина                                                                    | Акрисоли (AC)    |
|     | Высоконасыщенная, высокоактивная глина                                                               | Лювисоли (LV)    |
|     | Высоконасыщенная, низкоактивная глина                                                                | Ликсисоли (LX)   |
| 10. | Сравнительно молодые почвы или почвы с малоразвитым профилем                                         |                  |
|     | С тёмным кислым верхним горизонтом                                                                   | Умбрисоли (UM)   |
|     | Песчаные почвы                                                                                       | Ареносоли (AR)   |
|     | Умеренно развитые почвы                                                                              | Камбисоли (CM)   |
|     | Почвы со слаборазвитым профилем                                                                      | Регосоли (RG)    |